# José Antonio Reyes
José Antonio Reyes Calderón (1. září 1983 Utrera – 1. června 2019 Alcalá de Guadaíra) byl španělský profesionální fotbalista, který hrával na pozici křídelníka či ofensivního záložníka. Mezi lety 2003 a 2006 odehrál také 21 utkání v dresu španělské reprezentace, ve kterých vstřelil 4 branky.
Zúčastnil se Mistrovství světa ve fotbale 2006 v Německu.
Zemřel v pětatřiceti letech při dopravní nehodě.

## Klubová kariéra
Jako profesionál debutoval v 16 letech, potom podepsal smlouvu s anglickým Arsenalem ve věku 20 let. Po relativně úspěšné kariéře v zahraničí se vrátil do vlasti, hrál za oba největší kluby v Madridu, Real a Atlético, s krátkým hostováním v Portugalsku v Benfice.
Se Sevillou se probojoval až do finále Evropské ligy 2013/14, v němž jeho tým porazil portugalskou Benfiku Lisabon až v penaltovém rozstřelu (4:2, 0:0 po prodloužení). Reyes hrál do 78. minuty.

## Reprezentační kariéra
Reyes měl číslo 21 ve španělské reprezentaci, a hrál za reprezentaci na Mistrovství světa ve fotbale 2006 v Německu.

## Úspěchy

### Klubové
Sevilla
- Segunda División: 2000/01
- Evropská liga UEFA: 2013/14, 2014/15, 2015/16

Arsenal
- Premier League: 2003/04
- FA Cup: 2004/05
- FA Community Shield: 2004

Real Madrid
- Primera División: 2006/07

Benfica Lisabon
- Taça da Liga: 2008/09

Atlético Madrid
- Evropská liga UEFA: 2009/10, 2011/12
- Superpohár UEFA: 2010

### Reprezentační
Španělsko U19
- Mistrovství Evropy hráčů do 19 let: 2002

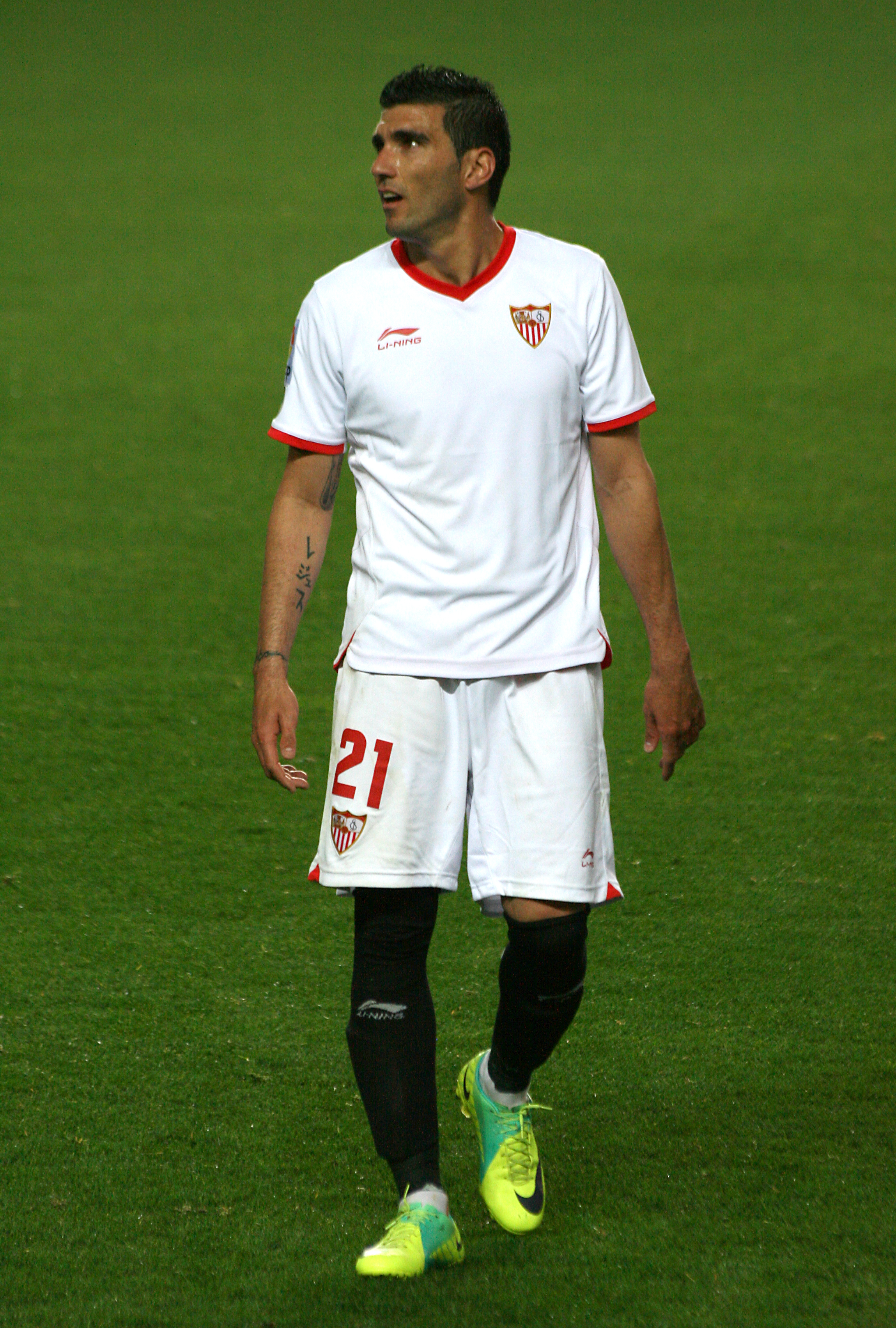
Reyes hrající za Sevilla FC